# Ranulf Higden
Ranulf Higden, Ranulph Higden oder auch Ranulf Higdon und latinisiert auch Ranulphus (* ca. 1280; † 12. März 1364 in Chester, England) war ein englischer Chronist und Benediktinermönch des Klosters St. Werburgh in Chester.

## Leben
Es wird angenommen, dass Ranulf Higden im Westen Englands geboren wurde, um 1299 in Chester das Mönchsgelübde (der Benediktiner) ablegte und in der Folge den Norden Englands bereiste. Er lebte und wirkte bis 1364 im Kloster St. Werburgh in Chester (heute Chester Cathedral) und ist dort auch begraben.

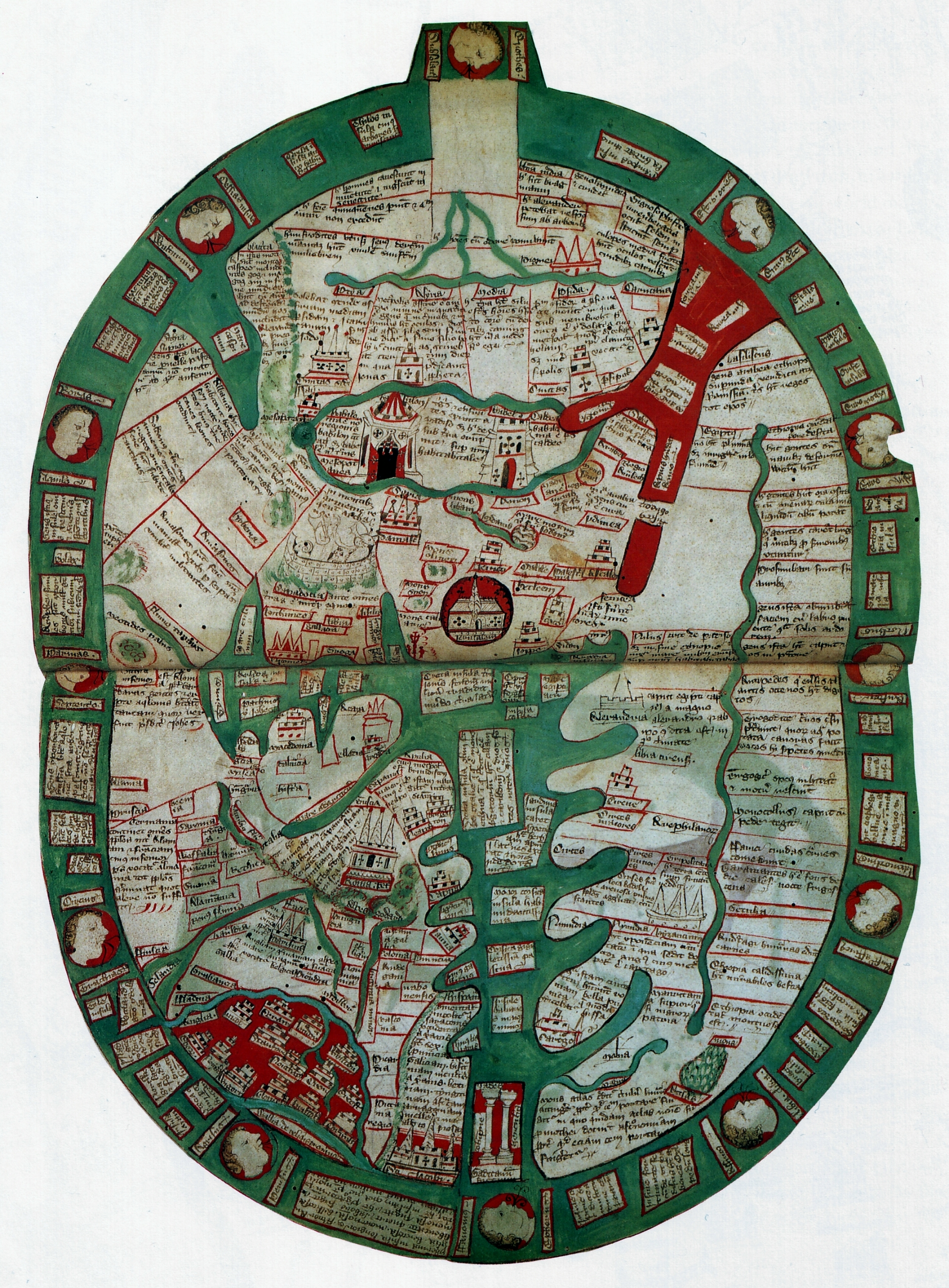
Weltkarte in einer Handschrift von Ranulfs Polychronicon aus dem späten 14. Jahrhundert (British Library). Osten ist oben, Jerusalem in der Mitte, das Rote Meer (rot eingefärbt) oben rechts.

## Werk
Ranulf Higden verfasste mehrere Schriften, u. a. die lateinische Universalgeschichte Polychronicon, entstanden ab 1327 in sieben Büchern, die über mehrere Jahrhunderte als geschichtliches Standardwerk galten. Dem Manuskript der Christ Church in Oxford ist zu entnehmen, dass Higden es bis zum Jahr 1342 selbst fortgeführt hat; dieses Dokument kann online eingesehen werden. Das in Latein geschriebene Werk wurde von John Trevisa 1387 ins Englische übersetzt und von Caxton 1480 gedruckt.
Das Polychronicon, mit den Fortsetzungen und den englischen Versionen, wurde im 19. Jahrhundert für die Rolls Series (No. 41) durch Churchill Babington (Vols. I und II) und Joseph Rawson Lumby herausgegeben. Es gibt zudem eine aktuelle Übersetzung seiner Predigten von Margaret Jennings und Sally A. Wilson.
Sein Petagogicum super Donatum galt als verschollen, bis 2024 die Wiederentdeckung eines Exemplars in der Staatsbibliothek zu Berlin bekannt wurde.